# Jacques Jansonius
Jacques Jansonius (Amsterdam, 1547 - Louvain, 1625), lat. Jacobus Jansonius, aussi parfois dans certains textes Janssen, est un théologien augustinien de Louvain, traditionnellement considéré comme le fils spirituel de Baius et le père spirituel de Jansénius.

## Biographie
Issu d'une famille modeste de pêcheurs d'Amsterdam, il part faire ses études à Louvain dès 1557, fait ses études au Collège du Porc, puis (1563-1575) au Collège du pape, dirigé alors pas Baius, lequel encourrut en 1567 une condamnation romaine. Reçu docteur en théologie en 1680, il succède plus tard à Baius comme président du Collège du pape (1589-1625). En 1598, il devient professeur royal, chargé d'un cours d'Écriture sainte, puis en 1614 vice-chancellier de l'Université. Lors de sa formation théologique, il écoute les doctrines augustiniennes inspirées de Jean Driedo. Il collabora à la nouvelle édition critique des Oeuvres de saint Augustin que les Louvanistes préparent de 1570 à 1576. Il embrasse la doctrine augustinienne de la Grâce efficace et de la prédestination gratuite. Il est l'auteur d'un Tractatus de justificatione (Ms.). Lors de l'apparition du molinisme, notamment à travers l'enseignement du jésuite Leonardus Lessius, avec lequel il entretint à l'origine de bonnes relations. Mais surtout après que ce dernier dénonça vingt propositions de Jansonius à Rome, il prit une position clairement anti-moliniste. C'est lui qui présida à la Censure contre 21 propositions de Lessius en 1587. Il entretint également des contacts avec le jeune Robert Bellarmin, alors à Louvain. En 1604, Jansénius, ayant terminé ses études au Collège du Porc, vient loger chez Jansonius au Collège du pape pour y commencer sa théologie et y suit ses cours. Il composa également un Exposé sur l'Evangile de Saint Jean (1630), témoignage d'un « augustinisme moins théologique qu'ascétique et mystique ». Il est enterré aux côtés de Baius à la chapelle du Collège du pape.

## Manuscrits
- Dictata in omnes epistolas beati Pauli apostoli (Université de Louvain, septembre-décembre 1607), pos. Philippe Surhon (OSB), Cambrai BM, Ms. 448, 785 p.